# 第1装甲師団 (人民解放軍陸軍)
第1装甲師団（第1装甲师）は、中国人民解放軍陸軍の機甲師団の1つ。第24集団軍に所属する。

## 歴史
- 1945年12月1日 - 中国共産党軍最初の戦車部隊、東北延安砲兵学校戦車大隊編成。大隊は、1両の97式中戦車（#功臣号）、兵員30人から成った。東寧、綏陽掃討、靠山屯夜戦、望河鋪強攻等の戦闘に参加した。
- 1947年10月 - 戦車団に拡張され、天津の戦い等に参加
- 1949年2月 - 天津で戦車第1師に改編
- 1949年7月 - 第1師第5団が西北作戦に参加
- 1950年 - 第1師第3団を基盤に中国人民解放軍タンク学校開校
- 1950年8月 - 第1師、天津でタンク第1旅に改編
- 1950年10月 - 中国共産党中央軍事委員会により、タンク第1師と正式命名
- 1951年3月～1953年10月 - 朝鮮戦争に投入され、馬良山、沐浴洞等の戦いに参加。戦時中、21両の敵戦車を撃破した。
- 1997年 - 第2営が情報化装甲混成大隊に指定される。
- 1998年 - 第1装甲師に改称
- 1999年 - 国慶節の閲兵式において、83式152mm自走砲を公開

## 編制
師団は、3個装甲連隊、1個装甲歩兵連隊、1個砲兵連隊、1個防空連隊から成る。

### 師団直属部隊
- 偵察大隊　（偵察営）
- 化学防護大隊　（防化営）
- 対戦車ミサイル大隊　（反担克導弾営）
- 修理大隊　（修理営）
- 運輸大隊　（運輸営）

### 装甲連隊
3個連隊を有する。各連隊は、3個戦車大隊（担克営）、1個装甲歩兵大隊、1個砲兵大隊、1個防空大隊（中隊？）から成る。
79式（69式III）戦車、88式B型戦車を装備する。

### 装甲歩兵連隊
1個連隊を有する。連隊は、3個装甲歩兵大隊、1個戦車大隊、1個砲兵大隊、1個防空大隊（中隊？）から成る。

## 功臣号
東北担克大隊が初めて装備した97式中戦車（内戦中、47mm砲に換装）は、国共内戦中、5度被弾したが、その度に修理され、戦闘英雄董来扶（後の師参謀長）と共に大きな戦功を立てた。この功績に対し、東北野戦軍特種兵縦隊は、この97式中戦車に「功臣号」の栄誉称号を授与した。1948年8月3日、功臣号は、北平入城式に参加した。1949年10月1日、中華人民共和国建国時の閲兵式において、功臣号は、旧日本軍の戦車99両、装甲車両50両、自動車107両から成る方隊の指揮車を務めた。
1959年に功臣号は退役し、中国人民革命軍事博物館に収蔵された。退役までに11回の国慶閲兵式に参加した。功臣号の付けた車番「102」は、功臣号の栄誉称号と共に59式戦車、69式戦車、69式III型戦車に受け継がれた。1984年の国慶35周年の閲兵式には、董来扶の息子の董薊雄（後の第2営教導員）が4代目功臣号（69式III型戦車）の第16代車長を務めた。